# Mittelhorn
Le Mittelhorn (littéralement corne du milieu en allemand) est un sommet des Alpes bernoises, en Suisse, situé dans le canton de Berne, qui culmine à 3 702 m d'altitude.
Avec le Rosenhorn (3 689 m) à l'est et le Wetterhorn (3 690 m) et, accessoirement, le Scheideggwetterhorn (3 360 m) au nord-ouest, il forme le petit massif des Wetterhörner qui domine le village de Grindelwald à l'ouest.
Le Mittelhorn fut gravi pour la première fois le 9 juillet 1845 par l'Écossais Stanhope Templeton Speer, Melchior Bannholzer, Hans Jaun et Kaspar Abplanalp.